# Ibn Maīn
Abu Zakaria Yahya Ibn Maïn (775-848) était un alim spécialiste du hadîth, d'origine persane. Il vécut à Bagdad et les principaux compilateurs du hadîth tels que Boukhari, Muslim, et Ahmad apprirent de lui et en firent son éloge. Il dit au sujet de Abû Hanîfa “Il est fiable (thiqa) et digne de confiance et je n’ai pas entendu quelqu’un dire de lui qu’il était faible”.
Il aurait reçu une grande quantité d'argent de l'héritage de son père qu'il dépensa entièrement dans l'étude du hadîth à tel point qu'il n'aurait plus eu de quoi s'acheter des sandales. Il mourut à la suite d'une infection alimentaire à l'âge de 75 ans alors qu'il était à Médine et qu'il s'apprêtait à se mettre en route pour accomplir le hajj. Il fut enterré à Médine au cimetière de Baqi après avoir collecté environ 600 000 ahadith.